# Мирешу Мик (Прахова)
Мирешу Мик (рум. Mireșu Mic) насеље је у Румунији у округу Прахова у општини Санђеру. Oпштина се налази на надморској висини од 247 m.

## Становништво
Према подацима из 2002. године у насељу је живело 215 становника, од којих су сви румунске националности.